# Juan de la Luz Enríquez (Veracruz)

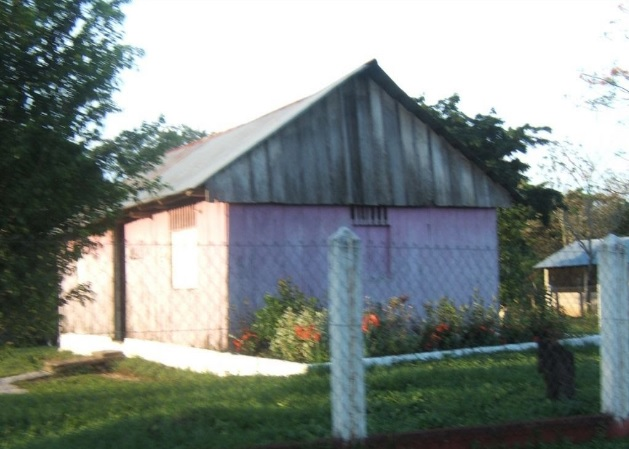
Imagen de la Escuela Primaria en Juan de la Luz Enríquez, tomada en 2008.

Juan de la Luz Enríquez es una localidad del municipio de Jesús Carranza, ubicada al sur del Estado de Veracruz, México. Fue fundada en 1962, tiene 196 habitantes, 74 de ellos ejidatarios y otros avecindados, su superficie total es de 20 km2 (kilómetros cuadrados) divididas en 74 parcelas de 24 hectáreas cada una, una parcela urbana donde se encuentra el pueblo y una parcela escolar y otros lotes baldíos. Colinda al norte con la población de Juan Escutia, al este con la comunidad 24 de febrero, al oeste con terrenos baldíos del estado de Oaxaca, al sureste con la localidad de Casa Blanca y el Valle de Uxpanapa y al sur con el municipio de Santa María Chimalapa, también en Oaxaca.
Es un pueblo rural formado por 13 calles no pavimentadas alineadas en una cuadrícula y cruzado por el arroyo Paquital que serpentea de oeste a este y divide el pueblo en 2 partes. Está formado por 5 barrios, de nombres Conejos, Iguanas, Central, Periódico y de los Velas. Está a 120 m s. n. m. (metros sobre el nivel del mar). La latitud es 94.784589 y, la longitud, 17.188500. Las coordenadas de GPS son 17° 11′ 18.6″ N 94° 49′ 22.0188″ W. El código postal es 96976, y el código de área telefónico más usado es 972 y 974.

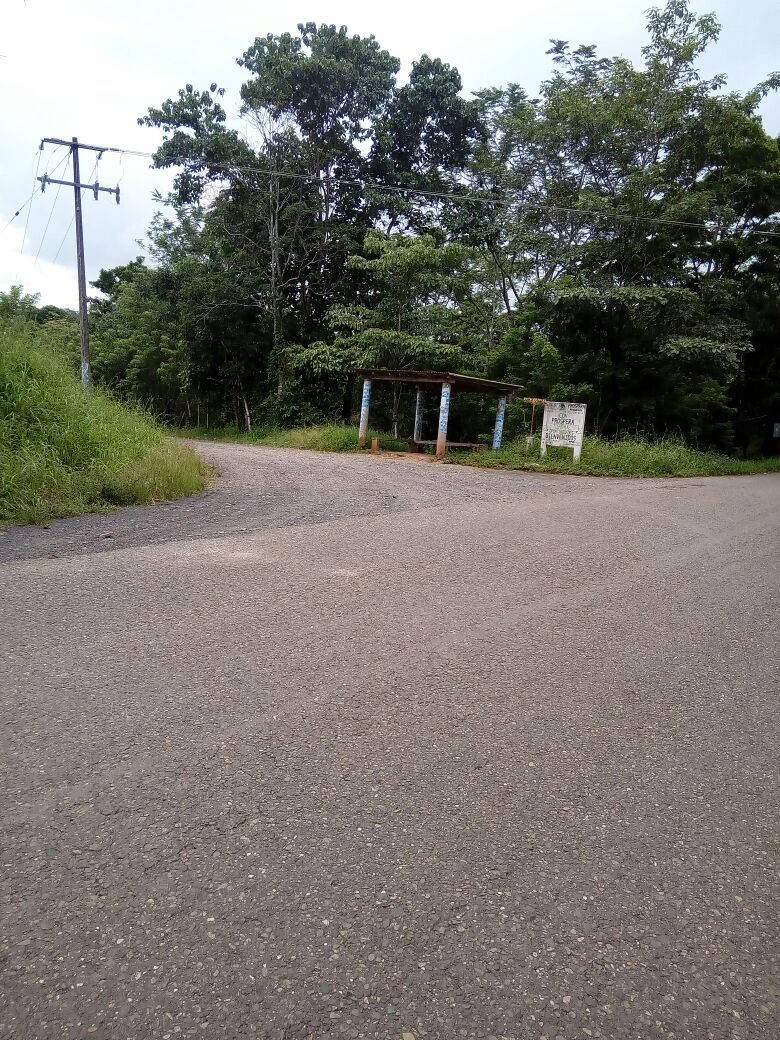
Paso del Tigre, la entrada a Juan de la Luz Enríquez, Jesús Carranza Veracruz

La entrada principal se llama Paso del Tigre (ver imagen), a 5 kilómetros al sur sobre la carretera Sarabia-Uxpanapa y otra desviación menos usada se llama Media Luna que también sirve de entrada a El Corte y Ramos Millán.
El pueblo tiene 73 casas, dos escuelas, la primaria Sor Juana Inés de la Cruz (zona escolar 217, sector 18) ubicada en el 120 N Calle Principal, y el jardín de niños El Principito (214 N Calle Principal), 2 tiendas (una de ellas es Conasupo), un campo de futbol, uno de Voleibol y una iglesia. La localidad de Juan de la Luz Enríquez tiene servicio de Internet satelital wi-fi que abarca todo el pueblo.

## Origen
Juan de la Luz Enríquez fue fundado en 1962 e incorporada 5 años más tarde, en 1967, en el municipio de Jesús Carranza, cuando toda la zona fue poblada por órdenes del gobierno federal con gente desplazada en Chiapas por la presa Nezahualcóyotl (malpaso), cuando la zona del valle de Uxpanapa fue asentada en 1972 por indígenas chinantecos del estado de Oaxaca tras la construcción de la presa cerro de Oro (Miguel de la Madrid) y cada pueblo fue asignado un número ordenadamente del 1 al 15 pero mucha gente ya estaba en la zona, asentada en diversos pueblos de la zona en lado Veracruzano y lucharon por el reconocimiento federal en el modo de Ejidos, aunque ese programa terminó el 2 de febrero de 1997, con la reforma agraria de PROCEDE en la cual se dieron fin a los ejidos y los ejidatarios recibieron sus títulos de propiedad y se convirtieron en terratenientes. Antes también era llamado «La Montaña» por visitantes porque era muy difícil llegar al pueblo porque la carretera Boca del Monte (Sarabia)- Uxpanapa era más una brecha llena de agujeros y lodo y tenían que caminar los últimos 5 kilómetros del camino desde Paso del Tigre.

## Geografía

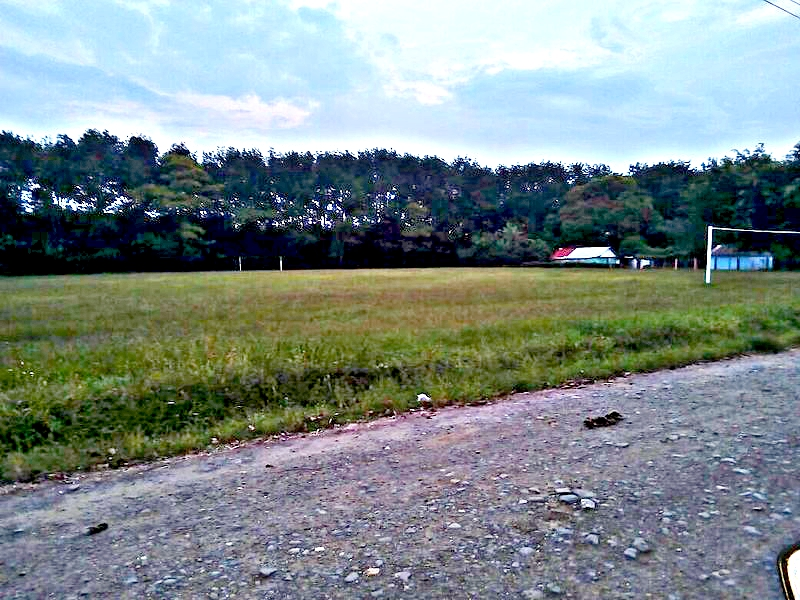
Campo deportivo Juan de la Luz Enríquez

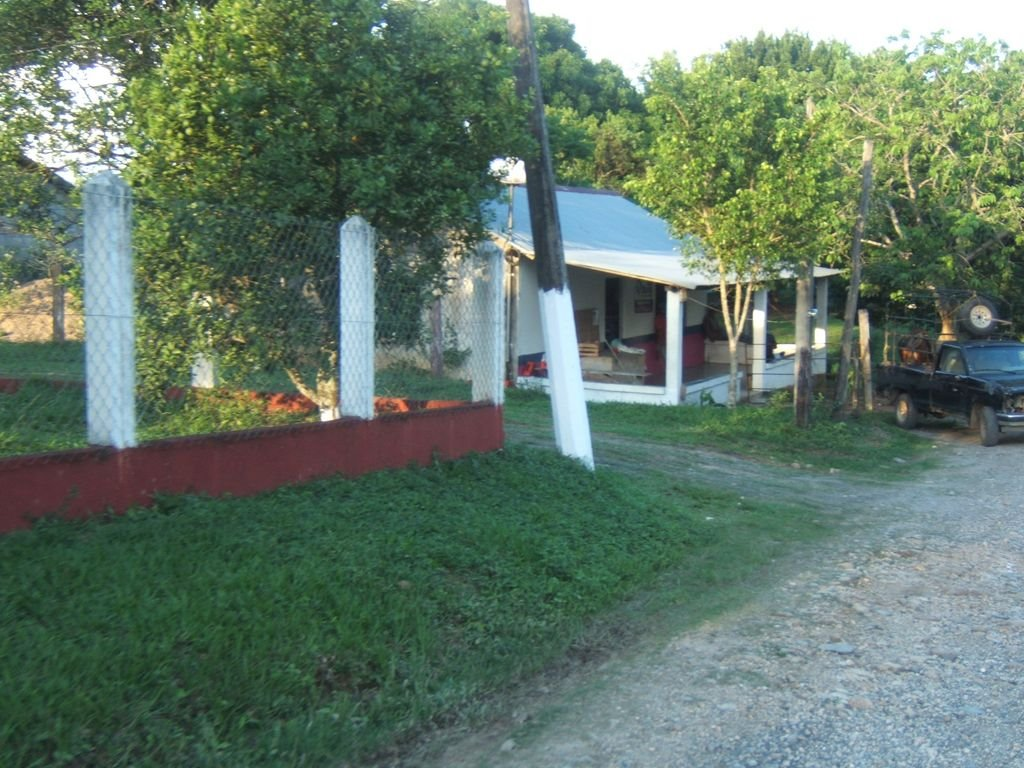
Conasupo de Juan de la Luz Enríquez

La geografía del pueblo es típica de la región sur del estado de Veracruz, lomas y colinas pequeñas cortadas por arroyos y zonas bajas donde hay árboles y matorrales, es una llanura costera formada durante millones de años por sedimentos acarreados por los ríos hacia el mar, pero ahora casi toda está hecha potreros y pastizales, los suelos son de depósitos aluviales, lacustres y palustres, formados por limos, arcillas, gravas y arenas, no existen formaciones rocosas de importancia en el área, excepto a 1 y 2 kilómetros al norte del pueblo, otras al sur que forman pequeñas cuevas y un depósito de grava importante directamente hacia el sur de la localidad, no existen depósitos minerales importantes en el área, pertenece a la región Olmeca, una de las 8 regiones de Veracruz.

## Orografía e hidrografía

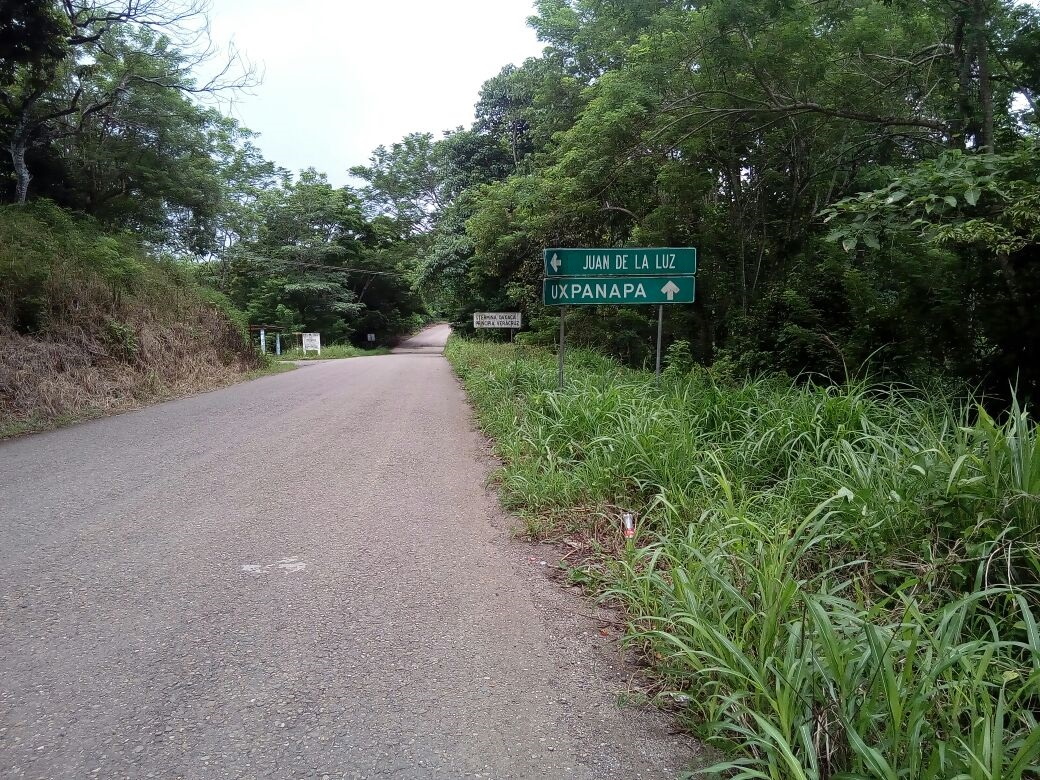
Paso del Tigre, la entrada a Juan de la Luz Enríquez, Jesús Carranza Veracruz.

Juan de la Luz es cruzado por el río Paquital, tributario del río Coatzacoalcos, y por varios arroyos que desembocan en el río Paquital, tiene muchas lomas y colinas, pero ninguna es de gran altura, antes era una selva pero toda fue destruida para hacer potreros y ranchos para la crías de vacas, las inundaciones ocurren cada 6 años, afectando a varios vecinos de la zona, aunque raramente causan daños materiales.

## Clima
El clima es cálido-húmedo, con lluvias en verano e invierno. La temperatura promedio es de 32 °C (grados Celsius) en verano (abril a mayo), y de 13 °C en invierno (noviembre-diciembre). Los fenómenos meteorológicos más conocidos son los que localmente se llaman «Sur» el cual se caracteriza por vientos del Este provenientes del golfo de México que llegan a durar hasta 2 meses seguidos; llegan normalmente en el mes de abril y marzo, y se llevan la humedad de la tierra y árboles, agravando la sequía y el llamado «Norte» que es lluvia torrencial que llega después del 15 de mayo, se intensifican en octubre y llegan a su apogeo en noviembre y diciembre, lloviendo por varios meses y trayendo inundaciones y lodo. Hace un calor intenso en verano y a veces sequía pero no llega a afectar demasiado.

## Economía

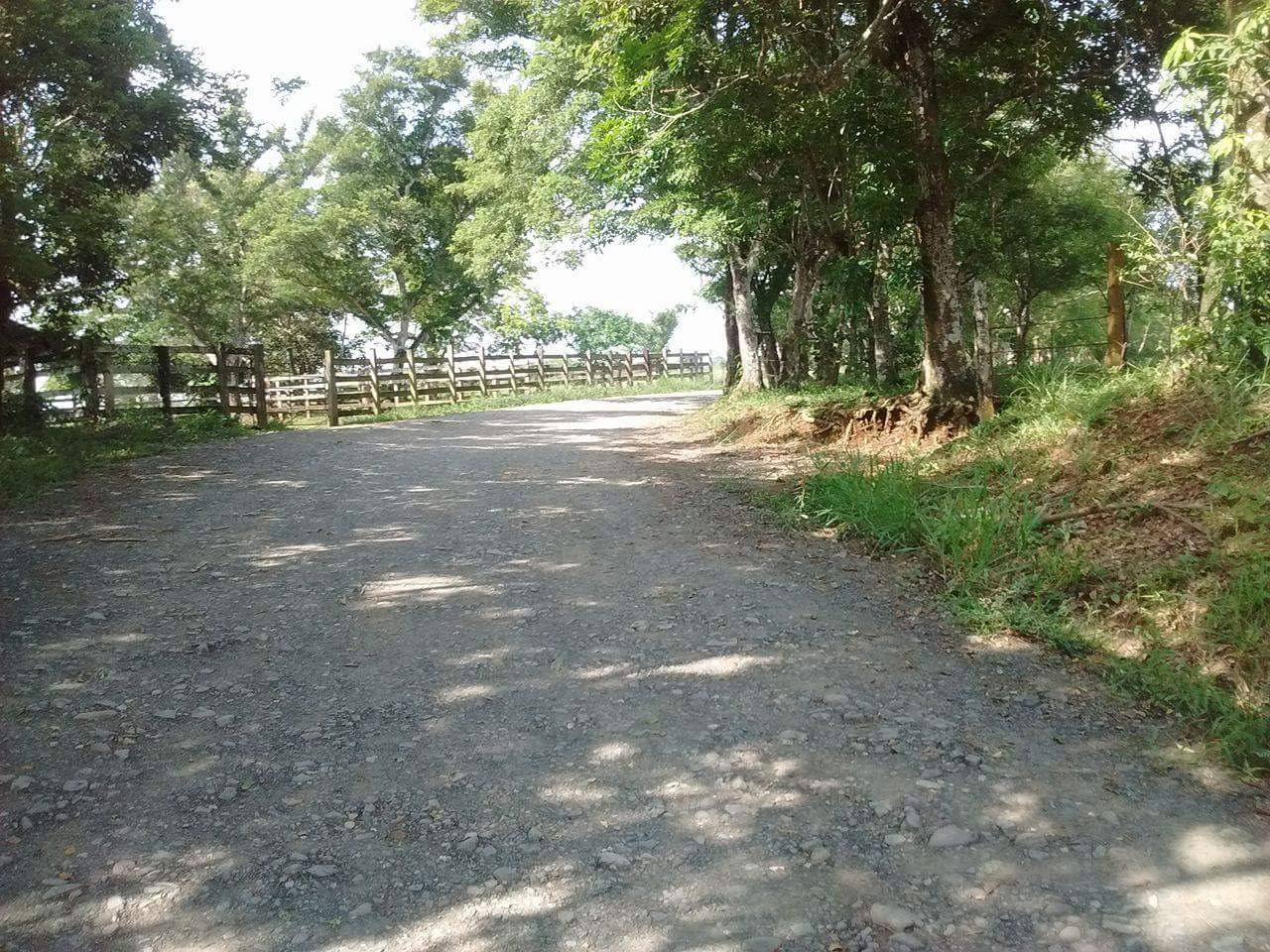
Carretera de Juan de la Luz

La economía de Juan de la Luz está basada en la ganadería, ya que muchos de sus habitantes tienen propiedades y vacas, la cría de gallinas, patos y guajolotes y la siembra de árboles frutales como naranjas, limones, mangos, vainas, canela, plátano, vainilla, tomates, guanábana, anona, ilama o torete, malanga y otras frutas, aunque la agricultura no es una gran fuente de ingresos, también muchas familias reciben remesas de sus familiares que viven en el extranjero.

## Demografía
El pueblo fue asentado por gente de origen español, francés, náhuatl, mestizos, africanos (senegaleses, bantúes), vascos, árabes, italianos y alemanes, provenientes de la zona centro de Veracruz, Michoacán, Jalisco y el sur de Tamaulipas, siendo la mayoría de un pueblo llamado Miguel Hidalgo cerca de Tierra Blanca y pueblos vecinos del área. Y ahora está habitado por gente de origen Chinanteco, Mixe y Binnizá, que son gente blanca que tienen muchos rasgos franceses, se han encontrado evidencias de actividad Olmeca pero no se han encontrado asentamientos o campos de avanzada.

## Flora

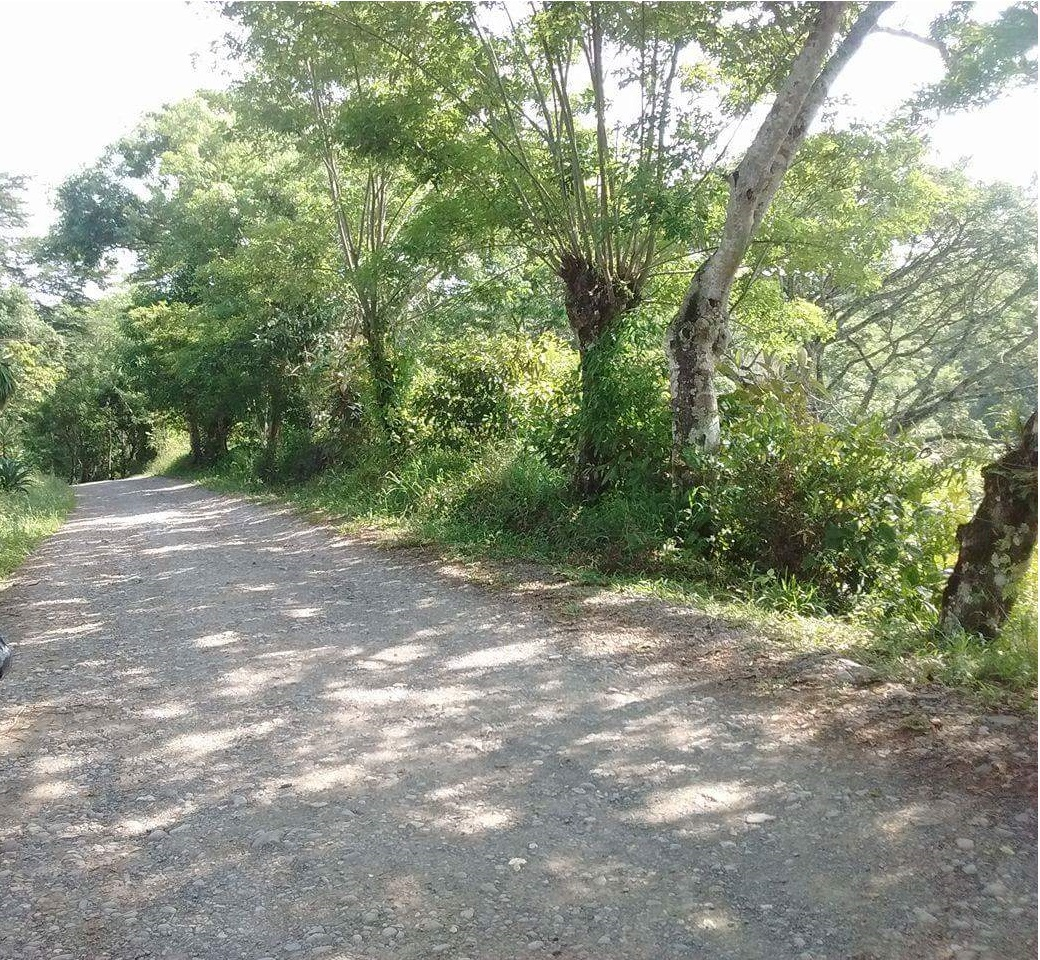
Flora de Juan de la Luz Enríquez. Cocuites y otros árboles.

La flora de Juan de la Luz es típica de toda la zona, pastizales extensos, arbustos pequeños y árboles de tamaño medio como el roble, cedro, nopo, cocuite, cuchillitos, anonillo, framboyán, izote y árboles frutales como la naranja y el mango, aunque en los últimos años se ha introducido nuevos árboles como las melinas, caoba africano y moringa oleifera y el neem.

## Fauna

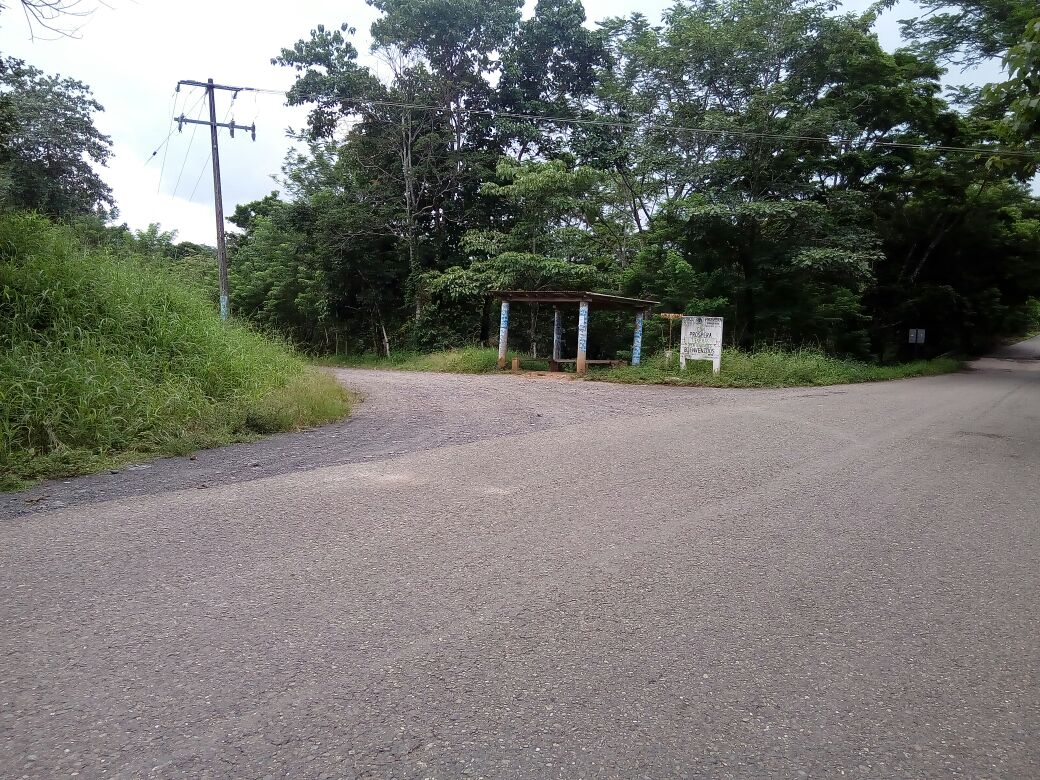
Paso del Tigre, la entrada a Juan de la Luz Enríquez.

La fauna de la región está compuesta principalmente por vacas, caballos, burros, animales de patio, perros corrientes, coyotes y especies salvajes como venados, tlacuaches y armadillos; las únicas especies autóctonas son las almejas de río (moluscos nayares, bivalvos o lamelibranquios), nutrias, chocolines, y las cuetlas, todas en peligro de extinción.